# بیوتیت
بیوتیت یا میکای سیاه از کانی‌های سیلیکاتی از گروه میکاها است. بیوتیت از عناصر آهن، منیزیم، اکسیژن، هیدروژن و سیلسیم تشکیل شده‌است که به وسیلهٔ یون پتاسیم با پیوند ضعیفی در کنار یکدیگر قرار گرفته‌اند. عنصر آهن موجود در بیوتیت بیشتر از سایر میکاهاست بدین جهت به آن میکای آهنی نیز گفته می‌شود. بیوتیت دارای درجه سختی بین ۲٫۵ تا ۳ می‌باشد. و در الکترونیک در ساخت دی الکتریک کاربرد دارد. این کانی در سنگ‌های آذرین و دگرگون شده زیاد است.